# Ivan Pregelj
Ivan Pregelj (Sankt Luzia, 1883. október 27. – Ljubljana, 1960. január 21.) szlovén író, drámaíró, kritikus, irodalmi teoretikus és középiskolai tanár. A szlovén expresszionizmus, modernizmus, realizmus képviselője, a 20-as évek nagy íróegyénisége.

## Életpálya
1883. október 23-án született a mai Sveta Lucijában (ma: Most na Soči) Tolmin területén az Isonzó torkolatánál, iparos család gyermekeként, édesapja Mohor Pregelj szabó volt, édesanyja Marija Kovačič. Nyolcéves korában szülei meghaltak, ezután nagymamája gondoskodott róla és két testvéréről. Ivan nem maradt sokáig otthon. Jožef Fabian plébános volt nevelője és legfőbb támasza, aki segítette őt tanulmányai elvégzésében. A gimnáziumot 1894-ben kezdte Goriziában. Először teológiát hallgatott; de
hamarosan félbehagyta és 1904 őszén Bécsbe ment, ahol germanisztikai és szlavisztikai tanulmányokat folytatott. Belépett a Katolikus Diákok Országos Szövetségébe. Doktori disszertációját Mihael Krammer (1667–1728) kapucinus prédikátorról készítette. 
1909-ben gimnáziumi tanárként helyezkedett el előbb Goriziában, majd a következő évben Mitterburgban (ma Pazin, Horvátország), ekkor tette le a német és szlovén szakmai tanári vizsgát. Az új tanévben Idriában (ma Idrija) tanított, 1912 őszétől 1924-ig, tizenkét éven át Krainburgban (ma Kranj), majd 1924-től 1938-ig az akkor már Jugoszlávia részét képező Ljubljanában. 1938-ban szívrohamot kapott, melynek következtében megbénult a jobb keze, ezért nem tudott többé írni. Ezután ideiglenesen a jugoszláv közigazgatásban dolgozott, majd ismét gimnáziumokban, a második világháború után nyugdíjba vonult, magányosan és elhagyatottan töltötte utolsó éveit. Az írást szándékosan hagyta abba ötvenéves kora körül. 1960. január 21-én halt meg Ljubljanában.

## Munkássága
Kezdetben főleg verseket, elbeszéléseket és drámákat írt. Jelentősek nagy terjedelmű irodalomkritikai esszéi, de foglalkozott fordítással is. Műveiben az expresszionizmuson kívül számos más elem is van, ami az előző irányzatokhoz, a 19. századi realizmushoz és a modernizmushoz közelíti. Elbeszéléseiben és regényeiben szinte kivétel nélkül történelmi témákat dolgoz fel a reformáció és ellenreformáció, a parasztfelkelések, a felvilágosodás és barokk korából, amelyekben jellegzetes alakokat vonultat fel (különcök, lángoló szenvedélyű kivételes emberek, törvénytelen gyerekek, csábítók, áldozatul eső ártatlan lányok).
Legismertebb munkája a Tolminci című regény (A tolminiak) és a Matkova Tina (Matko Tina). Mindkét mű az 1793-as tolmini parasztlázadás idején játszódik. Kevéssé ismert művei közé tartozik Hugolin Sattner Tajda című operájának librettója. Simon Jenkóról is írt életrajzi regényt Simon iz Praš (Praši Simon) címmel. Verseskötete Romantika (Romantika) címmel 1910-ben jelent meg. 
Népi ihletésű elbeszélése a Mlada Breda (A fiatal Breda, 1913) egy Katra nevű gonosz mostoháról és a jó menyasszonyról szól, akit Anicának hívnak. Ebben a műben igaz realizmussal ábrázol egy farmért folyó küzdelmet. Legtermékenyebb időszaka 1914-től 1923-ig tartott. A Tlačani (Jobbágyok) című műve a Dom in Svet című folyóiratban jelent meg 1915-1916-ban. Legátfogóbb munkája a Tolminci (A tolminiak), melyet könyv alakban is kiadtak
1927-ben. Zadnji upornik (Az utolsó rebellis) című művének, mely először a Dom in Svet című folyóiratban jelent meg folytatásokban 1918-1919-ben, később új címet adott: Štefan Golja in njegovi (Stefan Golja és barátai, 1928).
Legfontosabb regénye a Plebanus Johannes (1920), amelynek vikárius főhőse a 15. századi pestisjárvány pokoli jelenetei közepette a testiség és a hivatása által elvárt szellemiség, valamint a hite által szintén tiltott, a hatalommal szembeni engedetlenség között őrlődik. E regényében bontakozik ki igazán a Pregeljre oly jellemző patetikus, biblikusan, drámai és
barokkosan túlfűtött stílus. Sok novellában és regényben etikai és világnézeti kérdésekkel foglalkozott, melyeket mindig katolikus perspektívából oldott meg.
Az 1918–1931-ig terjedő időszakban igen népszerű volt a katolikus értelmiség körében, mivel etikai kérdéseket vetett fel, különösen a lelki és mindennapi élet közötti szakadék ábrázolásával.

## Álnevei
Ivan Pregelj az alábbi álneveket használta: Cyril, Lukian, Ivan Ivanov, Ivan Mohorov (Ivo Mohorov, IV. Mohorov, Mohorov I., J. Mohorov), Peter Petric, I. Selan, J. Stjepanič, Ivan Zoran (Zoran IVO), IP

## Költészete
- Romantika (1910) verseskötet

### Prózái

#### Történelmi témában
- Tlačani (1916)
- Štefan Golja in njegovi (1918/19)
- Plebanus Joannes (1920)
- Matkova Tina (1921)
- Peter Pavel Glavar, lanšperški gospod (1922)
- Bogovec Jernej (1923)
- Tolminci (1927)
- Regina Roža ajdovska (1929)
- Magister Anton (1930)
- Thabiti kumi 1933)

#### Kortárs témában
- Otroci sonca (1. rész 1919, 2. rész 1922, 3. rész 1933)

### Életrajzi elbeszélése
- Simon iz Praš (1924)

### Dráma
- Azazel (1921)

## Fordítás
- Ez a szócikk részben vagy egészben  az   Ivan Pregelj című szlovén Wikipédia-szócikk fordításán alapul.  Az eredeti cikk szerkesztőit annak laptörténete sorolja fel. Ez a jelzés csupán a megfogalmazás eredetét és a szerzői jogokat jelzi, nem szolgál a cikkben szereplő információk forrásmegjelöléseként.
- Ez a szócikk részben vagy egészben  az   Ivan Pregelj című angol Wikipédia-szócikk fordításán alapul.  Az eredeti cikk szerkesztőit annak laptörténete sorolja fel. Ez a jelzés csupán a megfogalmazás eredetét és a szerzői jogokat jelzi, nem szolgál a cikkben szereplő információk forrásmegjelöléseként.